# Municipalità di Litchfield
La municipalità di Litchfield è una delle 16 local government areas che si trovano nel Territorio del Nord, in Australia. Essa si estende su di una superficie di 2.914,3 chilometri quadrati ed ha una popolazione di 18.847 abitanti. La sede del consiglio si trova a Bees Creek